# Passiflora luzmarina
Passiflora luzmarina är en passionsblomsväxtart som beskrevs av Peter M. Jorgensen. Passiflora luzmarina ingår i släktet passionsblommor, och familjen passionsblomsväxter. Inga underarter finns listade i Catalogue of Life.